# Maison-musée Nikolaï Kliouïev
La maison-musée Nikolaï Kliouïev est un musée à  Vytegra dans le nord-ouest de la Russie. Il est consacré au poète Nikolaï Kliouïev, né non loin de Vytegra et qui y a fait ses études secondaires et y a passé une partie de sa vie, de 1918 à 1923.

## Le poète et sa vie
Né en 1884, et ayant commencé à publier en 1904, Nikolaï Kliouïev est un poète russe dont l'œuvre, originale, prend en partie racine dans la culture paysanne russe. Il a été proche d'Alexandre Blok, d'Anna Akhmatova, de Nikolaï Goumilev, et d'Ossip Mandelstam, et le maître de Sergueï Essénine, auquel il était lié d'amitié.
Croyant, mais prenant part à partir de 1905 au mouvement révolutionnaire russe, il continue à publier après la révolution. Il est en 1934 victime des répressions staliniennes, et fusillé en 1937.

## Le musée
Le musée est situé dans une pièce de la maison où a habité Nikolaï Kliouïev, juste au-dessus de celle qu'il a occupée de 1918 à 1923.
L'exposition suit un ordre chronologique. Elle présente les recueils des œuvres du poète, des photographies et des documents, ainsi que des objets personnels, exposés dans une présentation lui donnant un charme et une force d'émotion particuliers. Dans la pièce, où la lumière pénètre comme la partie la plus lumineuse d'une maison paysanne, se succèdent des vitrines en forme de présentoirs vieux-croyants. Il contient la lettre adressée à Alexandre Blok en 1907 par Nikolaï Kliouïev.
Depuis 1984, une lecture de poèmes de Nikolaï Kliouïev y est organisée chaque année. 

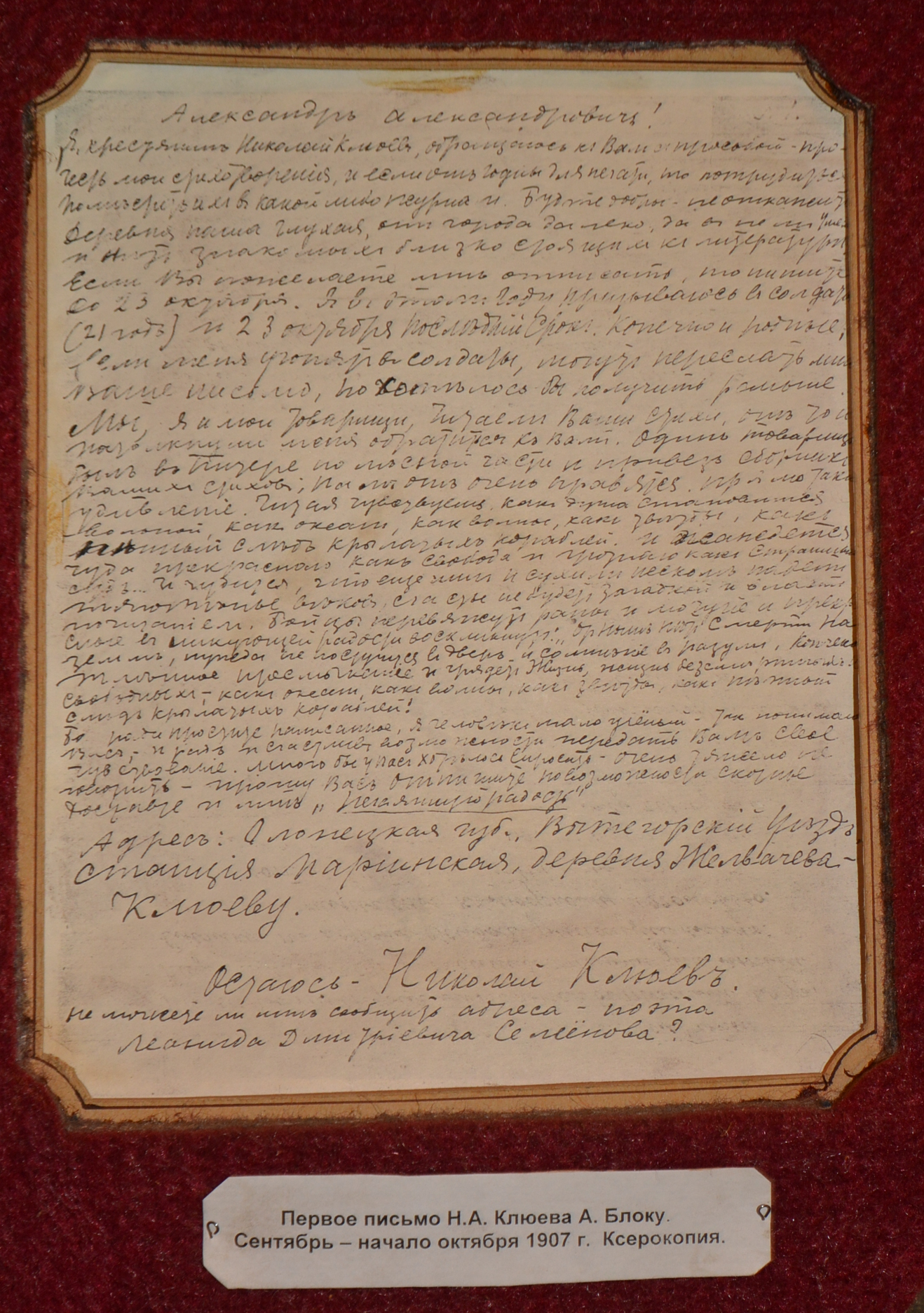
Lettre adressée par Nikolaï Kliouïev à Alexandre Blok en 1907.